# Ripoll
Ripoll é um município da Espanha na comarca de Ripollès, província de Girona, comunidade autónoma da Catalunha. Tem 73,3 km² de área e em 2021 tinha 10 721 habitantes (densidade: 146,3 hab./km²).

## Demografia
| Variação demográfica do município entre 1991 e 2004[carece de fontes?] | Variação demográfica do município entre 1991 e 2004[carece de fontes?] | Variação demográfica do município entre 1991 e 2004[carece de fontes?] | Variação demográfica do município entre 1991 e 2004[carece de fontes?] |
| ---------------------------------------------------------------------- | ---------------------------------------------------------------------- | ---------------------------------------------------------------------- | ---------------------------------------------------------------------- |
| 1991                                                                   | 1996                                                                   | 2001                                                                   | 2004                                                                   |
| 11334                                                                  | 10908                                                                  | 10597                                                                  | 10717                                                                  |